# خانات آذربایجان ایران

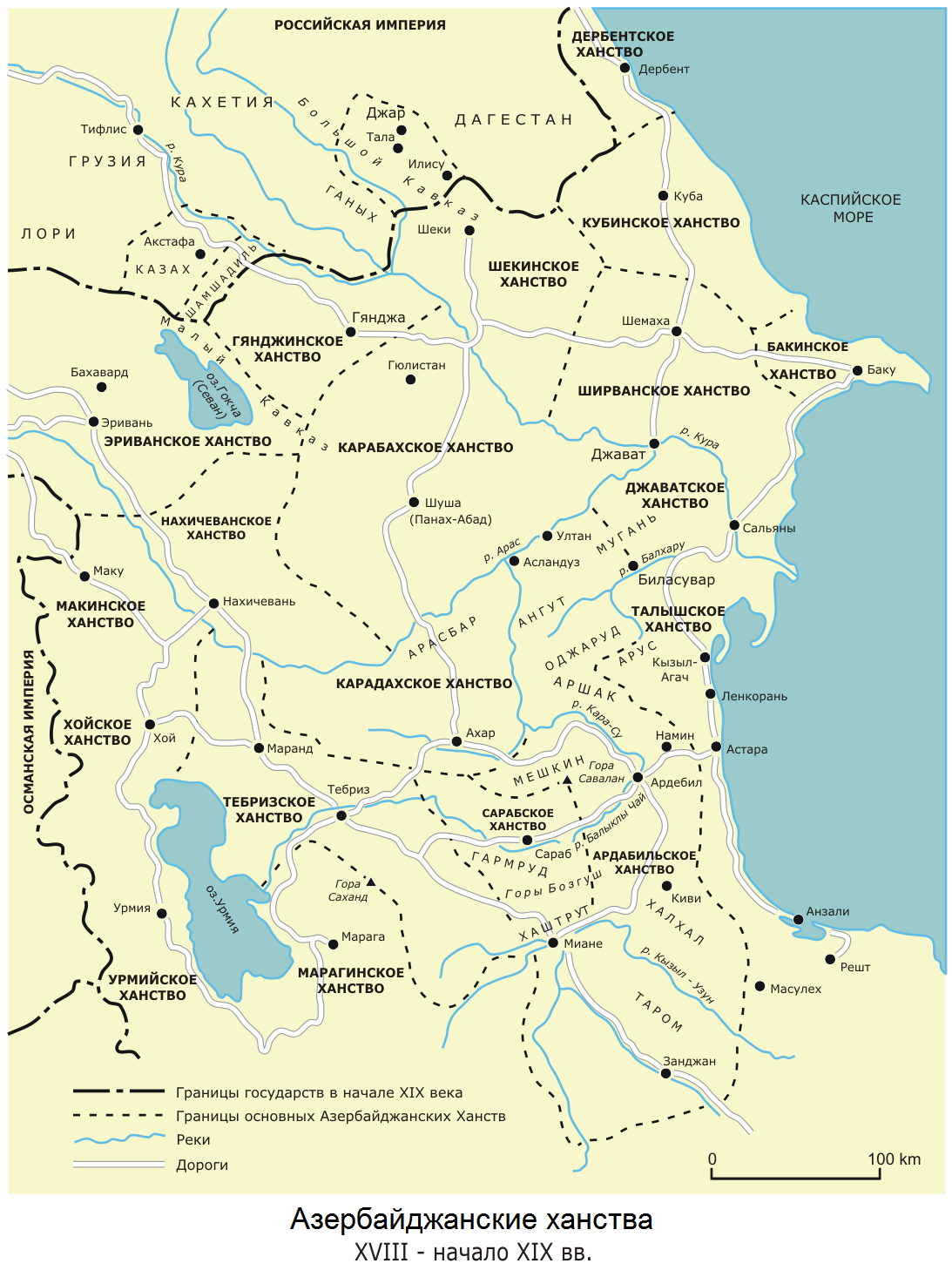
خانات ایران در قفقاز و آذربایجان، قرن ۱۸ و 19.

خانات آذربایجان و آران به تعداد زیادی از امیرنشین‌های آذربایجان گفته می‌شد که در عموماً در بخش‌های جنوب و کمتر در بخش‌های شمالی رود ارس بودند که پس از مرگ نادرشاه افشار در سال ۱۱۶۰ ه‍.ق تا سلسله قاجار در مخالفت با خانات قفقاز در شمال رود ارس، ایجاد شده بودند.
خانات آذربایجان در شمال و جنوب رود ارس با به وجود آمدن سلسله قاجار تحت حکومت قاجار متحد شدند.
خانات زیر را به عنوان بخشی از خاک ایران قاجار و ایران امروز به پایان رسیدند:
- خانات زنجان
- خانات تبریز
- خانات ارومیه
- خانات اردبیل
- خانات خوی
- خانات مرند
- خانات خلخال
- خانات سراب
- خانات ماکو
- خانات مراغه
- خانات قره‌داغ
- خانات سلماس